# Mesotritia flagelliformis
Mesotritia flagelliformis är en kvalsterart som först beskrevs av Ewing 1909.  Mesotritia flagelliformis ingår i släktet Mesotritia och familjen Oribotritiidae. Inga underarter finns listade i Catalogue of Life.